# Белобрюхий аист
Белобрю́хий а́ист (лат. Ciconia abdimii) — вид птиц семейства аистовых.

## Описание

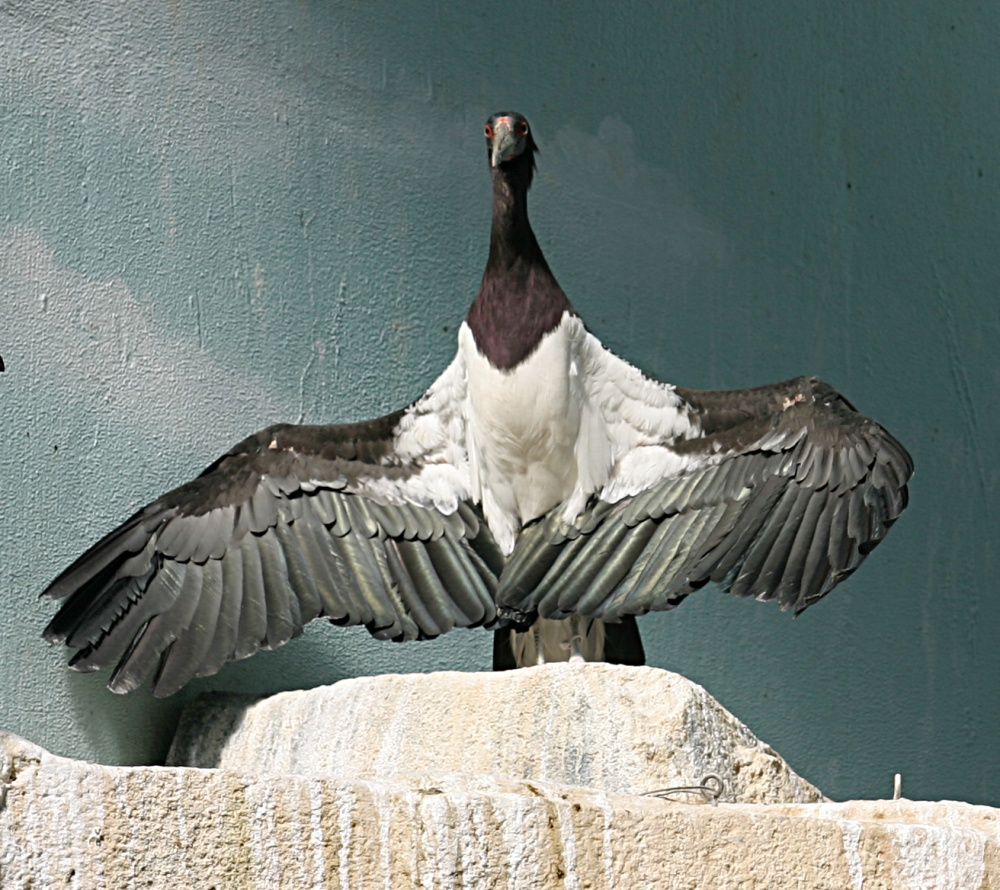

Окраска этого аиста в основном чёрная, подкрылья и грудь белого цвета. Ноги красного цвета, клюв серый. Кожа вокруг глаз красного цвета, во время брачного периода кожа перед клювом становится синей. Один из самых маленьких аистов, белобрюхий аист примерно 73 см длиной и весит около 1 кг. Самка немного уступает в размере самцу, откладывает 2—3 яйца.
Белобрюхий аист питается в основном саранчой и гусеницами, а также другими крупными насекомыми.

## Ареал
Обитает в Африке, от Эфиопии до ЮАР.